# یوسف‌آباد (زبرخان)
یوسف‌آباد یک روستا در ایران است که در شهرستان نیشابور استان خراسان رضوی واقع شده‌است.
یوسف‌آباد در دهستان اسحق‌آباد بخش زبرخان قرار دارد و ۶۴۸ نفر جمعیت دارد.
اکثر جمعیت این روستا از خاندان های بزرگ بُلوچی و تازیکی می‌باشند.